# Alexandru Munteanu
Alexandru "Alex" Munteanu (sinh ngày 31 tháng 10 năm 1987) là một cầu thủ bóng đá người România thi đấu cho Poli Timișoara ở vị trí tiền vệ.